# Dusicyon australis
Dusicyon australis este o specie dispărută de vulpe. A fost exterminată de om din cauza blanei sale prețioase. Era unicul mamifer nativ insulelor Falkland.